# Jean-Baptiste Faure

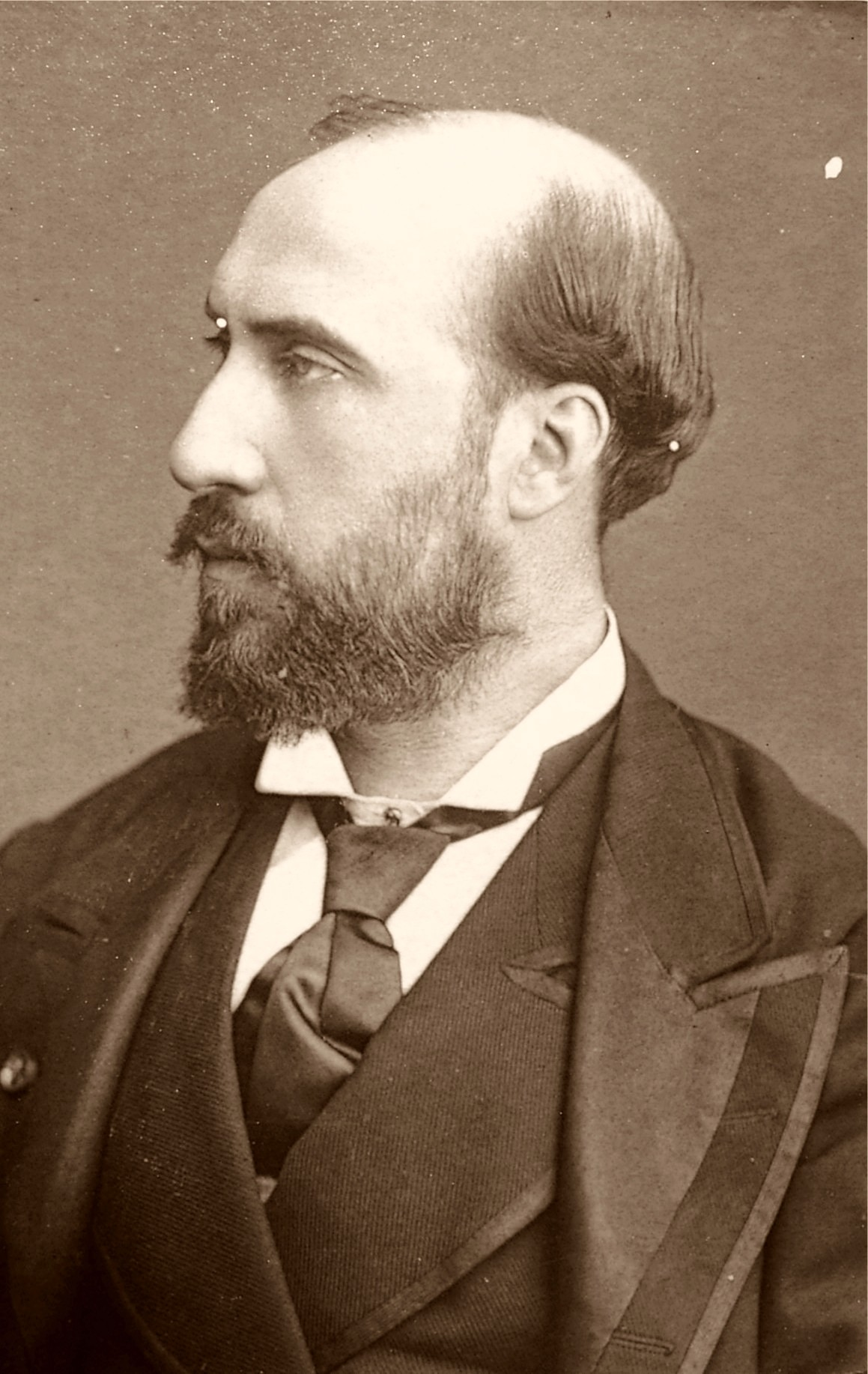
Jean-Baptiste Faure

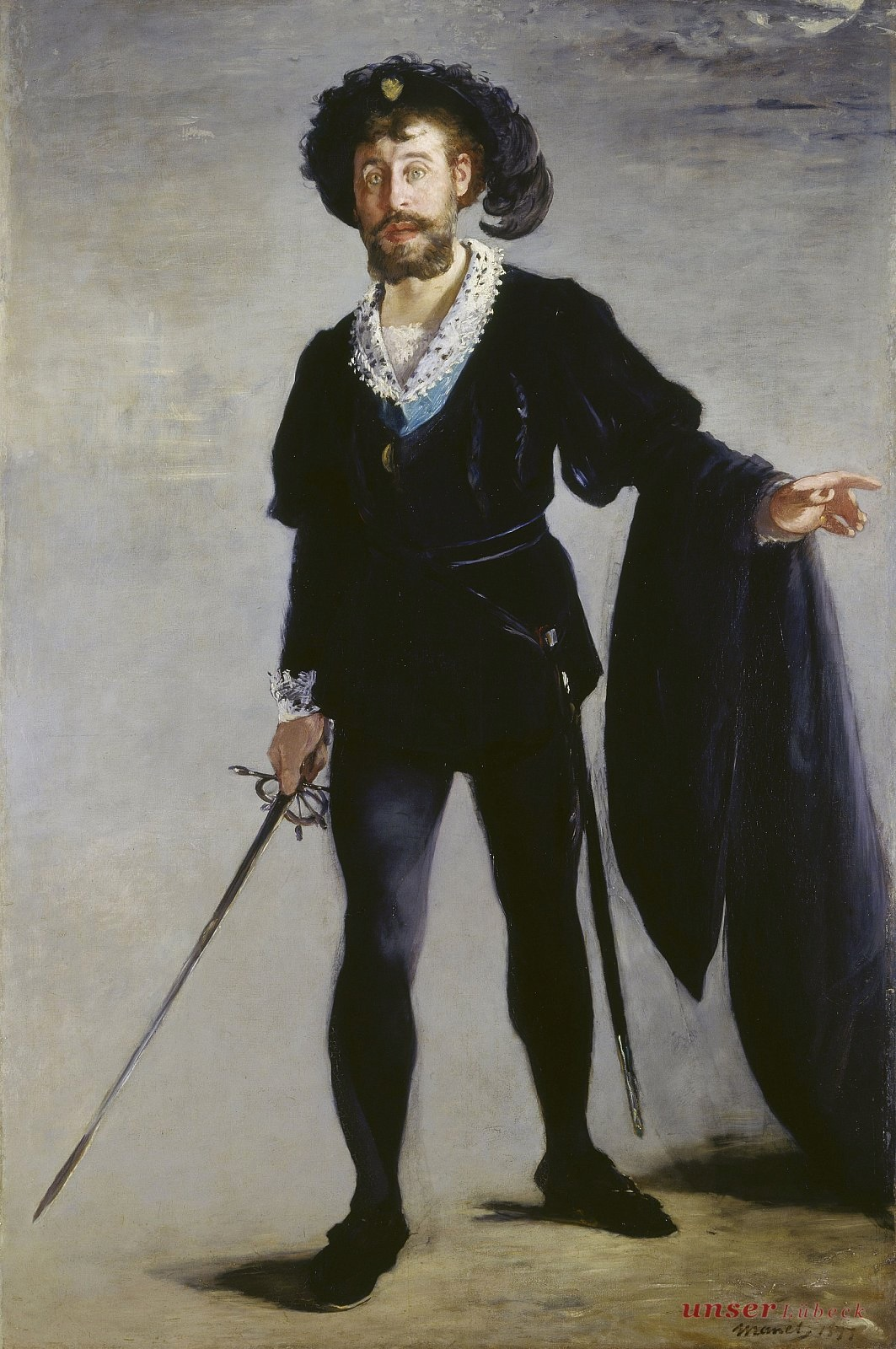
Der Sänger als Hamlet, gemalt 1877 von Edouard Manet, Folkwang Museum

Jean-Baptiste Faure (* 15. Januar 1830 in Moulins; † 9. November 1914 in Paris) war ein französischer Opernsänger der Stimmlage Bariton, Gesangspädagoge und Komponist von Liedern.

## Leben
Als Chorknabe sang er an der La Madeleine in Paris. Zum Sänger wurde er als Schüler von Trévaux am Pariser Konservatorium ausgebildet. Sein Debüt gab er 1852 an der Opéra-Comique in Paris als „Pygmalion“ in der Oper Galathée von Victor Massé.  Dort blieb er bis 1860 und war dann von 1861 bis 1876 im Verband der Pariser Oper.
Faure unterrichtete am Pariser Konservatorium von 1857 bis 1860. Er schrieb zwei Bücher über Gesang: La Voix et le Chant (1886) und Aux Jeunes Chanteurs (1898). Des Weiteren komponierte er Lieder, die in zwei Alben herausgegeben wurden. Die bekanntesten Lieder sind Crucifix und Les Rameaux (Die Palmen, zum Palmsonntag).
Faure betätigte sich auch als Kunstsammler und wurde 1877 von Manet im Kostum des Hamlet gemalt.